# Рилівська сільська рада
Рилі́вська сільська́ ра́да — адміністративно-територіальна одиниця та орган місцевого самоврядування в Шепетівському районі Хмельницької області. Адміністративний центр — село Рилівка.

## Загальні відомості
Рилівська сільська рада утворена в 1937 році.
- Територія ради: 4,472 км²
- Населення ради: 738 осіб (станом на 2001 рік)

## Населені пункти
Сільській раді підпорядковані населені пункти:
- с. Рилівка
- с. Круглик
- с. Сенігів
- с. Цвіт

## Склад ради
Рада складається з 12 депутатів та голови.
- Голова ради: Войтюк Іван Дмитрович

### Керівний склад попередніх скликань
| Прізвище, ім'я, по батькові | Основні відомості                                                             | Дата обрання | Дата звільнення |
| --------------------------- | ----------------------------------------------------------------------------- | ------------ | --------------- |
| Ковальчук Іван Федорович    | Сільський голова, 1943 року народження, безпартійний                          | 26.03.2006   | 31.10.2010      |
| Войтюк Іван Дмитрович       | Сільський голова, 1980 року народження, освіта середня загальна, безпартійний | 31.10.2010   |                 |

Примітка: таблиця складена за даними сайту Верховної Ради України

### Депутати
За результатами місцевих виборів 2010 року депутатами ради стали:

#### За суб'єктами висування
| Суб'єкт висування | Кількість обраних депутатів | %    |
| ----------------- | --------------------------- | ---- |
| Партія регіонів   | 6                           | 50   |
| Народна партія    | 5                           | 41,7 |
| Самовисування     | 1                           | 8,3  |

#### За округами
| № округу        | Прізвище, ім'я, по батькові     | Дата визнання обраним | Освіта             | Партійна приналежність | Відомості про обраного депутата    |
| --------------- | ------------------------------- | --------------------- | ------------------ | ---------------------- | ---------------------------------- |
| Народна Партія  |                                 |                       |                    |                        |                                    |
| 2               | Тащук Олександр Юрійович        | 02.11.2010            | вища               | позапартійний          | Виправна колонія 98, службовець    |
| 3               | Чайчук Зоя Яківна               | 02.11.2010            | середня спеціальна | позапартійна           | Яблунівська ОПЛ, санітарка         |
| 4               | Крисоватий Володимир Васильович | 02.11.2010            | середня спеціальна | позапартійний          | тимчасово не працює                |
| 5               | Батракова Валентина Михайлівна  | 02.11.2010            | середня спеціальна | позапартійна           | пенсіонер                          |
| 11              | Романчук Сергій Миколайович     | 02.11.2010            | середня спеціальна | позапартійний          | тимчасово не працює                |
| Партія регіонів |                                 |                       |                    |                        |                                    |
| 1               | Дмитрик Тетяна Володимирівна    | 02.11.2010            | середня спеціальна | позапартійна           | Рилівська сільська рада, бухгалтер |
| 6               | Голотюк Тетяна Михайлівна       | 02.11.2010            | вища               | позапартійна           | тимчасово не працює                |
| 7               | Маслов Євген Володимирович      | 02.11.2010            | середня спеціальна | позапартійний          | Виправна колонія 98, службовець    |
| 8               | Сорока Оксана Григорівна        | 02.11.2010            | вища               | позапартійна           | Рилівська бібліотека, завідувачка  |
| 10              | Сторожук Валентина Андріївна    | 02.11.2010            | середня спеціальна | позапартійна           | Рилівська сільська рада, секретар  |
| 12              | Мельник Ігор Якович             | 02.11.2010            | середня спеціальна | позапартійний          | Яблунівська ОПЛ                    |
| Самовисування   |                                 |                       |                    |                        |                                    |
| 9               | Макогончук Наталія Миколаївна   | 02.11.2010            | вища               | позапартійна           | Яблунівська ОПЛ, бухгалтер         |